# Freshly-Picked Tingle's Rosy Rupeeland
Freshly-Picked Tingle's Rosy Rupeeland, (ook wel bekend onder de werktitel Tingle RPG) zoals deze game in het Westen bekendstaat, of in het Japans Mogitate Chinkuru no Barairo Ruppīrando (もぎたてチンクルのばら色ルッピーランド, letterlijk "Tingle's Freshly-Picked Rose-Colored Rupee Land" of "Tingle's Vers-Geplukte Roos-Kleurige Rupee Land") is een RPG game voor de Nintendo DS, met in de hoofdrol het veelbesproken spelpersonage uit de Legend of Zelda-serie: Tingle. De game is op 2 september 2006 uitgekomen in Japan, en op 14 september 2007 in Europa.

## Overzicht
De game begint toen Tingle nog een gewone man van middelbare leeftijd was. Terwijl hij gewoon zijn leven leeft, kreeg hij een hemelse boodschap dat hij "De Waterbron" moest bezoeken. Als hij de boodschap gehoorzaamt komt hij Rupee-ji (Oude Man Rupee) tegen. De toekomstige Tingle leert dat als hij genoeg Rupees (geld) spaart, en ze in de bron grooit, hij naar het droom paradijs van "Rupee Land" zal gaan. Als hij instemt met deze taak, verandert hij magisch in "Tingle". 

## Engelse versie
Doordat het hoofdpersonage Tingle niet populair is in Europa, was Nintendo er niet direct zeker van of ze de game in het Engels zouden moeten uitbrengen. Op 2 augustus 2006 postte Nintendo Amerika na een artikel over Tingle RPG in het Amerikaanse blad Nintendo Power een onderzoek onder diens leden naar hun interesse naar een Engelse versie van de game. Op 4 januari 2007 heeft Nintendo Europa dan toch een Europese release bevestigd voor 2007.
Op 14 februari 2007 publiceerde het Engelse Official Nintendo Magazine de eerste Engelse review van de game, en bescoorde het met een 7,6. Volgens het magazine zal de game in het Engels Freshly Picked Tingle's Rosy Rupeeland gaan heten, en komt deze in maart uit. Land of the Legend meldt echter dat de game niet al in maart uit zal komen, maar op een latere, nog niet bevestigde datum.

## Ontvangst
| Beoordeeld door             | Jaar | Score |
| --------------------------- | ---- | ----- |
| Power Unlimited             | 2007 | 79%   |
| Retroage                    | 2011 | 73%   |
| Nintendo Life               | 2010 | 70%   |
| IGN UK                      | 2007 | 70%   |
| Gemakei (formerly Zentendo) | 2007 | 70%   |
| Eurogamer.net (UK)          | 2007 | 70%   |
| Pocket Gamer UK             | 2007 | 60%   |
| TotalVideoGames (TVG)       | 2007 | 60%   |
| Cubed3                      | 2007 | 60%   |
| videogamer.com              | 2007 | 50%   |